# Imperativo futuro
El imperativo de futuro se emplea cuando se quiere que el mandato se cumpla en el futuro. Este tiempo es usado principalmente en las leyes, testamentos, preceptos, etc. Sin embargo, es un tiempo particular del imperativo latino que se conjuga solo con la tercera y segunda persona singular y plural la cual lleva como gramema o desinencia -to para la segunda y tercera persona singular, -tote para la segunda persona plural y -nto para la tercera persona plural. En cambio, en otras lenguas del mundo existe un imperativo distintivo, que también posee valor futuro, pero con significado de anterioridad y ello es el llamado imperativo pretérito que aparece en la lengua francesa y griega como punto de referencia.

## Latín
Ejemplos de las siguientes conjugaciones de los verbos amare, delere, legere y audire.
| Imperativo Futuro | Imperativo Futuro   | Imperativo Futuro   | Imperativo Futuro   | Imperativo Futuro  |
| ----------------- | ------------------- | ------------------- | ------------------- | ------------------ |
| Personas          | Primera conjugación | Segunda conjugación | Tercera conjugación | Cuarta conjugación |
| 2. p.s            | amato               | deleto              | legito              | audito             |
| 3. p.s            | amato               | deleto              | legito              | audito             |
| 2. p.p            | amatote             | deletote            | legitote            | auditote           |
| 3. p.p            | amanto              | delento             | legunto             | audiunto           |

Ejemplos oracionales del imperativo futuro:
- Facito voluntas patris mei. (Harás la voluntad de mi padre.)
- Numquam iuranto in falso. (No jurarán en falso.)
- Ne occidito fratrem tuum. (No matarás a tu hermano.)
- Facito quae dico vobis. (Harás lo que te digo.)
- Auditote quae dico vobis. (Escucharéis lo que os digo.)

## Hindi-Urdú
El idioma hindi-urdú como muchos otros idiomas indioarios tiene el imperativo futuro. Los conjugaciones del imperativo futuro del verbo करना (karnā) [hacer] del hindi-urdú se muestran a continuación:
| Imperativo Futuro | Imperativo Futuro | Imperativo Futuro        | Imperativo Futuro      |
| ----------------- | ----------------- | ------------------------ | ---------------------- |
| Peronas           | Intimidad         | Conjugación del presente | Conjugación del futuro |
| 2. p.s            | intima            | कर (kar)                 | करियो (kariyo)           |
| 2. p.s 2. p.p     | familiar          | करो (karo)                | करना (karnā)            |
| 2. p.s 2. p.p     | formal            | करिये (kariye)             | करियेगा (kariyegā)        |

Ejemplos oracionales del imperativo futuro:
- आगे से दाएँ मुड़ जाना। (āge se dāẽ mur̥ jānā)  — Giraréis a la derecha desde adelante.
- घर से मत निकलियो। (ghar se mat nikalnā) — No saldrás de la casa.
- अपने भाई को मत मारियेगा।  (apne bhāī ko mat māriyegā) — No matarán a su hermano.